# Christiaan Salomon Duytsch
Christiaan Salomon Duytsch (vagy Christian Salamon Duytsch, magyar névváltozat: Duitsch Krisztián Salamon) (Temesvár, 1734 – Mijdrecht, 1795. november 4.) református lelkész

## Élete
Szülei Hollandiából települtek át Erdélybe. A prágai talmudiskolában tanult, 1760-ban szerezte meg diplomáját, ezután visszatért szülővárosába. Vallási kételyei miatt vándorútra indult, s Lipcsén, Berlinen, Amszterdamon át Londonba jutott. Amszterdamban áttért a református vallásra, s harmadszor is megnősült. Ezután az Utrechti Egyetem teológiai fakultását is elvégezte, mire 1777. Mydrechtben lelkésszé választották meg. Számos egyházi szónoklata megjelent s némelyik igen komoly népszerűségnek örvendett, például: Jehova Verheerlijkt door de Erkenning van den waren Messias Jesus Christus. Főműve: Israels verlossinge en eeuwige Behoudenis (3 kötet, Amszterdam, 1769-1793); továbbá: Nederlands Deborah't Middle in Gods Hand tot Redding van't Zinkend Vaderland (1767, második kiadás: 1873).